# Agajakan
L'Agajakan (in russo Агаякан?) è un fiume della Siberia Orientale, affluente di destra del Kjuente (tributario dell'Indigirka). Scorre nell'Ojmjakonskij ulus della Sacha (Jacuzia), in Russia. 
Nasce dal versante nord-orientale dei monti Suntar-Chajata e scorre in direzione settentrionale; alla confluenza con il fiume Suntar dà origine al fiume Kjuente. Nel punto di confluenza vi è un villaggio con lo stesso nome (Agajakan). La lunghezza del fiume è di 160 km, l'area del suo bacino è di 7 630 km².